# Circuit Riccardo Paletti
El Circuit Riccardo Paletti (Autodromo Riccardo Paletti) és un circuit per curses de motor a prop de Varano de' Melegari a la Província de Parma, Itàlia.
El circuit començà com un petit oval de 550m el 1969, i fou més tard expandit a 1,800 km (1,119 milles), amb 11 revolts per volta. Aquest nou traçat fou inaugurat el 26 de març de 1972.
El 2001 fou ampliat a 2,375 km (1,475 milles). S'hi disputen proves de Fórmula Renault i Fórmula 3 Euroseries.
El nom del circuit està dedicat al pilot de Fórmula 1 Riccardo Paletti, que va morir el Gran Premi del Canadà de 1982.